# Afroleptomydas occidentalis
Afroleptomydas occidentalis är en tvåvingeart som beskrevs av Hesse 1969. Afroleptomydas occidentalis ingår i släktet Afroleptomydas och familjen Mydidae. Inga underarter finns listade i Catalogue of Life.